# Jan Feliks Tarnowski

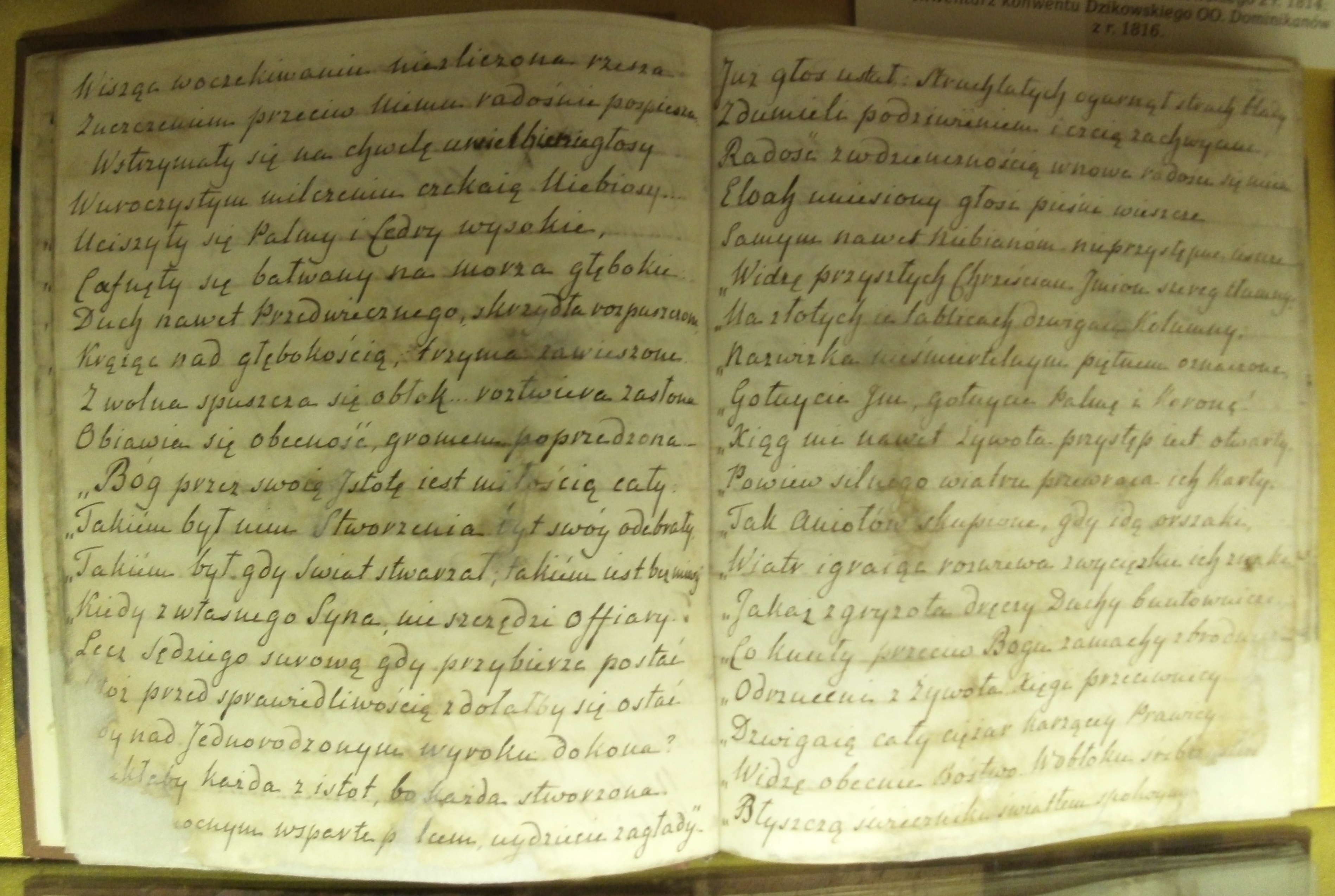
Jan Feliks Tarnowski Messiada – rękopis na Zamku w Dzikowie

Jan Feliks Amor Tarnowski, krypt.: J. T., (ur. 6 maja 1777 w Dzikowie, zm. 3 maja 1842 tamże) – hrabia w Królestwie Kongresowym w 1820 roku, działacz polityczny, bibliofil, historyk i tłumacz. Senator-kasztelan Królestwa Polskiego w latach 1818–1831, członek Rady Ogólnej Komisji Rządowej Wyznań Religijnych i Oświecenia Publicznego w 1830 roku, członek Rządu Centralnego Wojskowego Tymczasowego Obojga Galicji.

## Życiorys
W dzieciństwie wychowywał się w Warszawie, będąc pod opieką wuja, Tadeusza Czackiego. Jego nauczycielami byli m.in. O. Kopczyński i J. Antonowicz. Zaprzyjaźnił się z Alojzym Felińskim, K. Tyminieckim i M. Wyszkowskim. Po upadku insurekcji kościuszkowskiej gościli ich Tarnowscy w rodzinnym Dzikowie. 7 września 1800 poślubił Walerię ze Stroynowskich, bratanicę biskupa wileńskiego Hieronima Stroynowskiego.
Pełnił m.in. funkcję senatora Królestwa Polskiego i członka rządu. Był autorem prac historycznych, tłumaczył dzieła literatury starożytnej. Należał do Towarzystwa Przyjaciół Nauk w Warszawie, współpracował z Uniwersytetem Wileńskim. Znany jako kolekcjoner, wraz z żoną Walerią zapoczątkował zbiory dzikowskie. Początek kolekcji wiąże się z 8-miesięczną podróżą po Włoszech (X 1803 – V 1804), którą odbył w towarzystwie żony i teścia. W jej trakcie zbierał rzadko publikowane druki, rękopisy, dzieła sztuki oraz antyki.
W 1828 był członkiem sądu sejmowego, mającego osądzić osoby oskarżone o zdradę stanu.
W 1811/1812 był pieczętarzem loży wolnomularskiej Świątynia Izis.

## Odznaczenia
W 1825 roku został kawalerem Orderu Świętego Stanisława 1. klasy. Odznaczony Orderem Świętej Anny 1. klasy.

## Stosunki rodzinne
Urodził się w Dzikowie jako syn Jana Jacka starosty kahorlickiego, i Rozalii z Czackich podczaszanki koronnej. Miał synów: Kazimierza (1801–1803), Jana Bogdana (1805–1850), Waleriana Spicymira (1811–1861), Tadeusza Antoniego (1818–1890) oraz córki: Rozalię (1803–1804), Marię Felicję (1807–1870) żonę Onufrego Małachowskiego, Walerię Bronisławę (1810–1815), Rozalię Wiktorię (1814–1815), Annę (1816–1893). Jego wnukami byli historyk literatury Stanisław Tarnowski (zwany w młodości „czarnym”), marszałek Jan Dzierżysław Tarnowski, powstaniec styczniowy Juliusz Tarnowski, poeta i kompozytor Władysław Tarnowski, malarz Stanisław Tarnowski, (zwany w młodości "białym").

## Twórczość

### Ważniejsze utwory
1. Przymówienie się… na posiedzeniu publicznym Towarzystwa Królewskiego Warszawskiego Przyjaciół Nauk dnia 30 kwietnia 1811, „Rocznik Towarzystwa Warszawskiego Przyjaciół Nauk” t. 9 (1816), s. 251–257
2. Opisanie bezkrólewia po śmierci Zygmunta Augusta i panowanie Henryka Walezjusza, praca nieukończona, pisana od roku 1813 na zlecenie Towarzystwa Przyjaciół Nauk jako dopełnienie Historii A. Naruszewicza, rękopis: Biblioteka Jagiellońska przyb. 172/52
3. Badania historyczne, jaki wpływ mieć mogły mniemania i literatura ludów wschodnich na ludy zachodnie, szczególnie we względzie poezji. Rzecz czytana na posiedzeniu Towarzystwa Królewskiego Przyjaciół Nauk w Warszawie, dnia 24 miesiąca listopada 1819 roku, Warszawa 1819[12]; także „Rocznik Towarzystwa Warszawskiego Przyjaciół Nauk” t. 13 (1820), s. 264–266; rękopis znajdował się w Zbiorach Dzikowskich: P. 4. N. 4., P. 4. N. 23.; razem z Opisem okolicy sandomierskiej dla p. Tańskiej (współcześnie: Państwowe Archiwum Wojewódzkie Kraków, Wawel?); inform. A. Chmiel (s. 2)
4. Mowa… na pogrzebie Alojzego Felińskiego… miana dnia 16 lutego 1820 roku, Krzemieniec 1820[13]
5. Wspomnienie o życiu i dziełach Józefa Maksymiliana hr. Ossolińskiego, "Rocznik Towarzystwa Warszawskiego Przyjaciół Nauk" t. 21 (1830), s. 67–90; rękopis: Ossolineum sygn. 1087 III.
6. Messiada, rękopis na zamku w Dzikowie.

Ponadto Tarnowski miał ogłaszać poezje w "Pamiętniku Warszawskim".

### Przekłady
1. M. Tullius Cicero: O przyjaźni i o starości (kilka rozdziałów), powst. od roku 1802, rękopis pt. Cycerona Katon Starszy, tłom. przez J. T. znajdował się w Zbiorach Dzikowskich P. 2. N. 16. (współcześnie: Państwowe Archiwum Wojewódzkie Kraków, Wawel?); inform. A. Chmiel (s. 13)
2. F. G. Klopstock: Mesjada. 7 pieśni, fragm. "Pielgrzym" 1845 t. 2, s. 267.

### Listy i materiały
1. Do T. Czackiego w zbiorze z lat 1785–1790, rękopis: Biblioteka Czartoryskich sygn. 1189
2. Korespondencja W. i J. F. Tarnowskich, rękopisy: Państwowe Archiwum Wojewódzkie Kraków, Wawel (Archiwum Dzikowskie Tarnowskich); m.in. listy od A. Felińskiego i L. Kropińskiego; fragm. cytowała K. Grottowa w: Zbiory sztuki J. F. i W. Tarnowskich, Wrocław 1957
3. Listy W. i J. F. Tarnowskich do rodziców, R. i J. J. Tarnowskich, z Włoch pisane w latach 1803–1804; rękopis: Biblioteka Jagiellońska przyb. 136/52; fragm. cytowała K. Grottowa w: Zbiory sztuki J. F. i W. Tarnowskich, Wrocław 1957
4. Do prezesa Towarzystwa Przyjaciół Nauk, S. Staszica, z 18 stycznia 1811, ogł. A. Kraushar: Towarzystwo Warszawskie Przyjaciół Nauk t. 3, Kraków 1902, s. 261
5. Do K. Koźmiana 18 listów, głównie z roku 1811, rękopis: Biblioteka PAN Kraków sygn. 2031, t. 1–3
6. Do J. Zawadzkiego z 1 września 1817, ogł. T. Turkowski: Materiały do dziejów literatury i oświaty na Litwie i Rusi. Z arch. J. Zawadzkiego… t. 1, Wilno 1935, s. 338
7. Do F. K. Preka z 30 marca (brak roku), rękopis: Ossolineum sygn. 897/II 4) nr 36
8. Od J. Antonowicza do W. i J. F. Tarnowskich, pisane z Włoch w latach 1802–1803, rękopis: Biblioteka Jagiellońska przyb. 129/51
9. Fragment korespondencji, głównie listy od J. N. Bobrowicza z Lipska w sprawie zamówień księgarskich, rękopis: Biblioteka Kórnicka sygn. 2627
10. Catalogue des livres (et) estampes du C-te, J. F. Tarnowski, rękopisy: Biblioteka Jagiellońska przyb. 129/52, 132/52 (2 egz.).

## Wybrane opracowania dot. twórczości Tarnowskiego
1. W. Tarnowska: Mon journal (powst. w latach 1804–1838) t. 1–9, rękopis: Biblioteka Jagiellońska przyb. 112-120/52
2. A. Feliński: Listy (powst. przed rokiem 1820), wyd. J. I. Kraszewski, Kraków 1872
3. K. Koźmian: Rys życia J. F. Tarnowskiego, Lwów 1842; „Przyjaciel Ludu” 1842 nr 5–14; fragm. „Biblioteka Naukowa Zakładu im. Ossolińskich” 1842 t. 3
4. K. Tańska-Hoffmanowa: Pamiętniki (powst. w latach 1818–1845) w: Pisma pośmiertne t. 1, Berlin 1849
5. K. Koźmian: Pamiętniki (powst. przed rokiem 1855) t. 1–2, Poznań 1858; t. 3, Kraków 1865
6. "Encyklopedia Powszechna" Orgelbranda, t. 25 (1867)
7. S. Tomkowicz: Przyczynek do dziejów początków romantyzmu w Polsce, "Archiwum do Dziejów Literatury i Oświaty w Polsce" t. 1 (1878) i odb. (Kraków 1878)
8. S. Tarnowski: Domowa kronika dzikowska (powst. 1897), rękopis: Biblioteka Jagiellońska przyb. 126/52
9. A. Kraushar: Towarzystwo Warszawskie Przyjaciół Nauk t. 1–4, Kraków 1900–1902; t. 6, Kraków 1905
10. A. Chmiel: Rękopisy Biblioteki hr. hr. Tarnowskich w Dzikowie, Kraków 1908